# Аптекарський сад (Київ)
Аптекарський сад — колишній парк в Києві, закладений казною наприкінці XVIII століття на схилах Андріївської гори. Починався від Чортового Беремища (неподалік від теперішнього фунікулера) і простягався майже до гори Дитинки.
В саду вирощували різне лікарське зілля, яке використовували аптеки міста, зокрема одна з перших відомих аптек у Києві — аптека Й. Гретера, що стояла поблизу саду на вулиці Притисько-Микільській та існує зараз у вигляді аптеки-музея.
Переважно лікарське зілля надходило до казенного «магазейного» складу аптеки на Подолі, головним провізором якої був батько українського композитора А. Л. Веделя.
У XIX столітті лікарське зілля з саду розсилали через київський «магазин аптекарских вещей», підпорядкований казенній медичній колегії, в усі шпиталі, що були розташовані на території України.
Сад припинив своє існування приблизно в середині XIX століття. Його колишня територія — схили Михайлівської та Андріївської гір, порослі деревами та чагарниками.